# Chiesa della Madonna della Misericordia (Massa)
La chiesa della Madonna della Misericordia (più propriamente chiesa di Nostra Signora della Misericordia) è un edificio di culto cattolico situato in viale Eugenio Chiesa a Massa in Toscana.

## Storia e descrizione

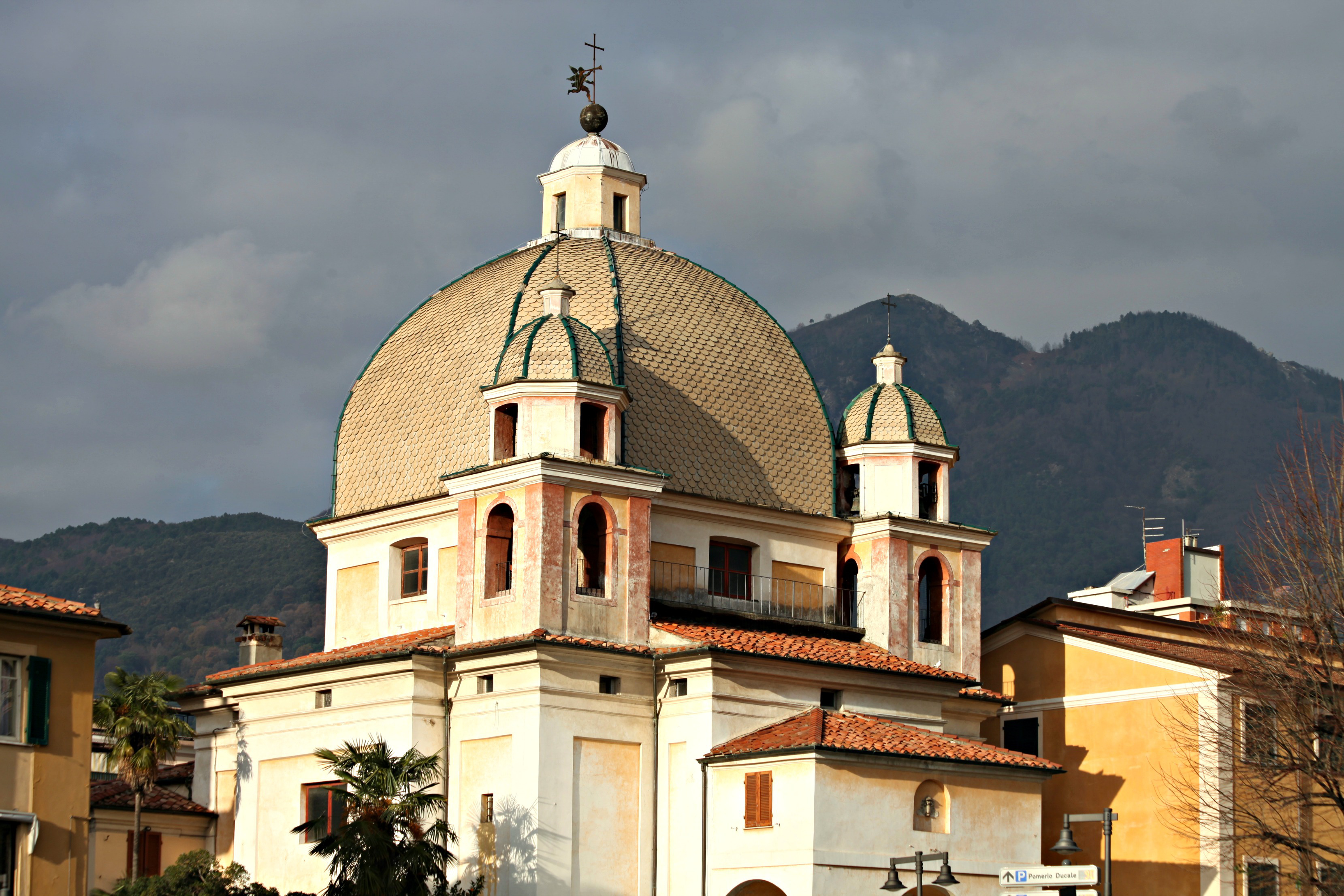
Madonna della Misericordia (Esterno)

L'edificio venne eretto nel 1628-1629 da Gian Francesco Bergamini su commissione di Carlo I Cybo-Malaspina, immediatamente al di fuori della vecchia cinta muraria cittadina, in una zona che si sarebbe provveduto a risanare.
La chiesa, a pianta centrale coronata da una cupola impostata su un tamburo ottagono, si esempla sulle planimetrie centriche tipiche dei santuari suburbani realizzati fra XVI e XVII secolo nel territorio mediceo: planimetrie che segnavano, in piena cultura tardo-manierista, un recupero delle teorizzazioni e dei modelli dell'Umanesimo. All'interno gli altari laterali sono ornati, a destra, da una tela con l'Adorazione dei Pastori già attribuita al Cigoli e, a sinistra, da un'altra con la Madonna Salus Populi Romani, la profetessa Anna, San Giovanni Battista e San Simeone eseguita da Domenico Fiasella poco dopo il 1640.